# Charlot (band)
Charlot (vaak gestileerd als CHARLOT) is een Nederlandse band rondom zangeres en toetsenist Lotte Mulder. De band bestaat naast Lotte Mulder uit Hilde Luytjes (basgitaar), Alex Haak (gitaar), Boaz van Willigenburg (drum), David Quakkelaar (toetsen en synthesizer) en Daniel Zouitni (toetsen). Ze hebben twee ep's, Darker Than the Moon in 2022 en Under Wishing Stars in 2023, en één album, Lost Like Alice in 2024, uitgebracht.

## Geschiedenis
De bandleden van Charlot studeerden allen aan het Conservatorium Haarlem, waar ze samen in 2017 de band zouden vormen. In november 2019 wonnen ze de eerste voorronde van de Rob Acda Award 2020 in de Patronaat te Haarlem, maar de finale van deze award werd uiteindelijk niet gespeeld wegens de coronapandemie. Ze brachten in mei 2020 hun debuutsingle Better When It's Dark, geproduceerd door Jabob van den Water die eerder werkte voor Eefje de Visser.
Na een wat stillere periode, kwam de band eind 2021 met de single Cosmic Connections en in 2022 met hun debuut-ep Darker Than the Moon. Ze speelden vervolgens in het voorprogramma van Froukje en werden geselecteerd voor de Popronde van 2022. In november stonden ze in het voorprogramma bij een concert van Oliver Tree in TivoliVredenburg.
In 2023 kwam de band hun tweede ep. Deze heette Under Wishing Stars en was geproduceerd door de bandleden zelf, Tessa Rose Jackson en Darius Timmer. Ze debuteerden deze ep in een uitverkocht poppodium Gebr. De Nobel. Naast de twee singles To Love en Alienated die ze in 2023 uitbrachten, stonden ze onder meer op de festivals Motel Mozaïque en Into the Great Wide Open en in het voorprogramma van Wende Snijders.
In januari 2024 speelden ze op Noorderslag en deden ze een tour door Nederland. Er werd in de festivalzomer gespeeld op onder andere Lowlands en Wilde Weide. Ondertussen werd er gewerkt aan het debuutalbum Lost Like Alice, dat in oktober onder eigen beheer werd uitgebracht. Het album is een conceptalbum dat is geïnspireerd door het boek Alice's Adventures in Wonderland, waarbij elk lied op het album op zijn beurt is geïnspireerd door elk hoofdstuk van het boek. Met het album werd in het najaar van 2024 een volgende clubtour gedaan. Daarnaast stond de band in het voorprogramma van Froukje bij drie shows in AFAS Live in november van dat jaar.

## Discografie (albums en ep's)
- Darker Than the Moon (ep, 2022)
- Under Wishing Stars (ep, 2023)
- Lost Like Alice (album, 2024)